# Eumecochernes pacificus
Espèce
Synonymes
- Chelifer pacificus With, 1905

Eumecochernes pacificus est une espèce de pseudoscorpions de la famille des Chernetidae.

## Distribution
Cette espèce est endémique d'Hawaï.

## Publication originale
- With, 1905 : On Chelonethi, chiefly from the Australian region, in the collection of the British Museum, with observations on the "coxal sac" and on some cases of abnormal segmentation. Annals and Magazine of Natural History, sér. 7, vol. 15, p. 94-143 (texte intégral).